# Friedrich Wilhelm Clauder
Friedrich Wilhelm Clauder (* 1654 in Altenburg (Thüringen); † 9. November 1692) war ein deutscher Arzt, Stadtarzt in Altenburg und Mitglied der Gelehrtenakademie „Leopoldina“.
Friedrich Wilhelm Clauder studierte Medizin in Jena. Dort wurde er im Jahr 1681 promoviert. 1686 heiratete er Maria Elisabeth Clauder, die Tochter des Mediziners Gabriel Clauder in Altenburg. Friedrich Wilhelm Clauder wurde Stadtarzt in Ronneburg und später in seinem Geburtsort Altenburg.
Am 25. September 1688 wurde Friedrich Wilhelm Clauder mit dem Beinamen THESEUS III. als Mitglied (Matrikel-Nr. 162) in die Leopoldina aufgenommen.

## Werke
- mit Georg Wolfgang Wedel: Disputatio inauguralis de bubone pestileni, Dissertation Jena 1681.
- Des Zerbrechlichen Menschlichen Lebens Allgemeiner Schiff-Bruch.